# 卡拉斯科薩山脈
40°42′15″N 0°21′12″W / 40.70417°N 0.35333°W

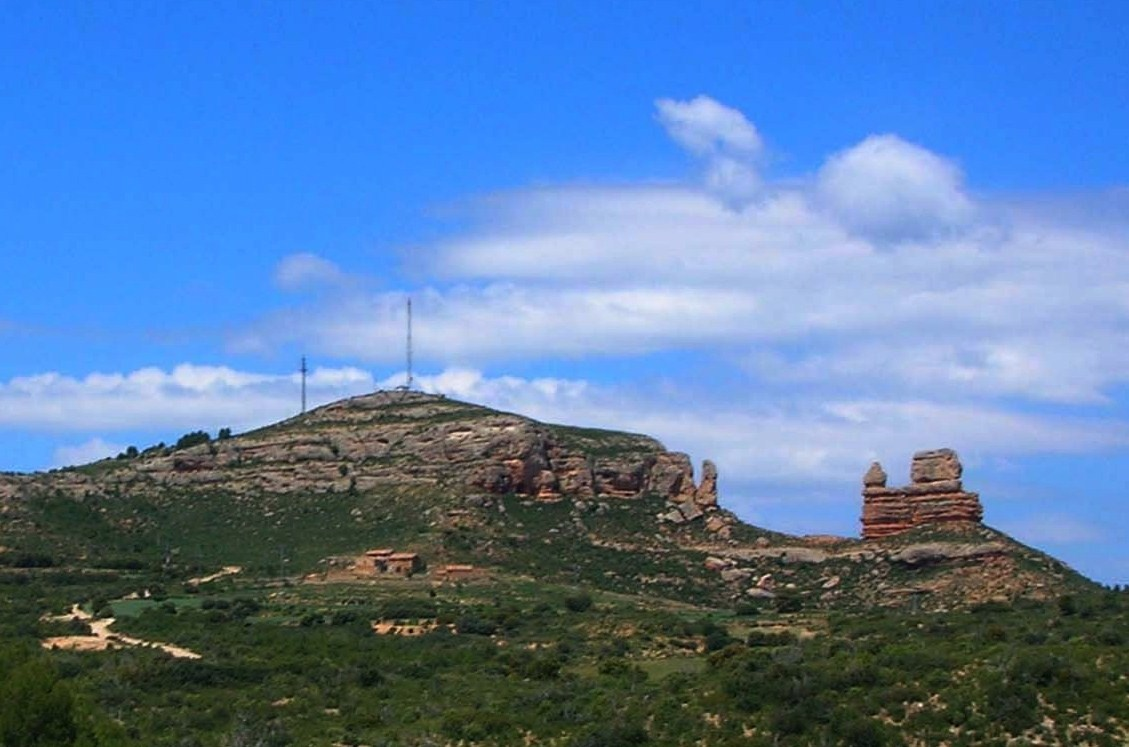

卡拉斯科薩山脈（Sierra Carrascosa），是西班牙的山脈，位於阿拉貢自治區的特魯埃爾省，屬於伊比利亞山脈的一部分，最高點海拔高度1,214米，山體由砂岩組成，瓜達洛佩河流經西北面。